# Lech Sprawka
Lech Stanisław Sprawka (ur. 9 sierpnia 1955 w Radawczyku) – polski polityk, nauczyciel i urzędnik państwowy, były kurator oświaty i wiceminister edukacji, poseł na Sejm VI, VII i VIII kadencji, w latach 2019–2023 wojewoda lubelski.

## Życiorys
W 1980 ukończył studia na Wydziale Mechanicznym Politechniki Lubelskiej. Następnie odbył zasadniczą służbę wojskową. W 1984 ukończył Studium Pedagogiczne w Instytucie Nauczycieli. W 2000 został absolwentem studiów podyplomowych z zarządzania i finansowania oświaty na Akademii Ekonomicznej w Katowicach.
Od 1 lipca 1981 pracował jako nauczyciel teoretycznych przedmiotów zawodowych w Zespole Szkół Samochodowych w Lublinie. W latach 1990–1998 był dyrektorem tej szkoły. 15 kwietnia 1998 został powołany na stanowisko lubelskiego kuratora oświaty. W latach 2000–2001 pełnił funkcję podsekretarza stanu w Ministerstwie Edukacji Narodowej w rządzie Jerzego Buzka. Odpowiedzialny był za koordynacje pracy trzech departamentów: ekonomicznego, kadr i doskonalenia nauczycieli. W wyborach do parlamentu w 2001 startował do Sejmu z listy AWSP jako bezpartyjny kandydat z rekomendacji Ruchu Społecznego AWS.
Od 2001 do 2006 był dyrektorem Zespołu Szkół Ekonomicznych w Lublinie. W marcu 2006 został ponownie powołany na stanowisko kuratora oświaty. W związku z konfliktem z ministrem Romanem Giertychem podał się do dymisji w kwietniu 2007, zostając zastąpionym przez Marka Błaszczaka.
W wyborach do parlamentu w 2007 uzyskał mandat poselski na Sejm VI kadencji, startując z 9. miejsca listy Prawa i Sprawiedliwości w okręgu lubelskim i otrzymując 11 929 głosów. W wyborach samorządowych w 2010 z ramienia PiS ubiegał się o urząd prezydenta Lublina, przegrywając w drugiej turze z Krzysztofem Żukiem (PO) z wynikiem 45,35% głosów. W wyborach w 2011 z powodzeniem ubiegał się o reelekcję do Sejmu, dostał 23 848 głosów. W 2015 został ponownie wybrany do Sejmu, otrzymując 15 713 głosów. W wyborach w 2019 nie uzyskał poselskiej reelekcji.
25 listopada 2019 został przez premiera Mateusza Morawieckiego powołany na stanowisko wojewody lubelskiego. W listopadzie 2022 odmówił objęcia mandatu poselskiego, z którego zrezygnował Jerzy Bielecki. W 2023 bez powodzenia ubiegał się z ramienia PiS o mandat senatora XI kadencji. W grudniu tego samego roku zakończył pełnienie funkcji wojewody. Na wyborach samorządowych w 2024 został wybrany do Sejmiku Województwa Lubelskiego VII kadencji.

## Odznaczenia i wyróżnienia
Odznaczony Medalem Komisji Edukacji Narodowej oraz Srebrnym Medalem za Zasługi dla Policji. Wyróżniony Nagrodą Ministra Edukacji Narodowej I stopnia i Medalem Lumen Mundi. W 2023 otrzymał ukraiński Order „Za zasługi” III klasy.